# ثيودور ستانتون
ثيودور ستانتون (بالإنجليزية: Theodore Stanton)‏ هو صحفي أمريكي، ولد في 10 فبراير 1851، وتوفي في 1925.

## وصلات خارجية
- ثيودور ستانتون على موقع أوليمبيديا (الإنجليزية)